# 大名田町
大名田町（おおなだちょう）は、岐阜県大野郡にあった町である。
現在の高山市の中心を構成している地域である。現在の地名は西之一色町、七日町、江名子町、片野町、名田町、花里町、石浦町などであり、高山市街地のうち、高山駅周辺及び南部に該当する。
大名田の名称の由来は、この地域の郷（大八賀郷、灘郷）を合わせて漢字を変更した合成地名である。現在は地名としての大名田は消滅している。

## 歴史
- 1588年（天正16年） - 金森長近が高山城を築城。
- 1695年（元禄8年） - 飛騨国が天領となる。
- 江戸時代末期、この地域は飛騨国大野郡灘郷、大八賀郷であった。
- 1871年（明治4年） - 廃藩置県により、飛騨国一円は筑摩県となる。
- 1875年（明治8年）1月31日 - 大野郡灘郷、大八賀郷のうち23ヶ村[2]が合併し、大名田村となる。
- 1889年（明治22年）7月1日 - 町村制施行に伴い、大名田村が発足。
- 1892年（明治25年）5月19日 - 大名田村が、大名田村[3]、灘村[4]、大八賀村[5]に分離する。
- 1923年（大正12年）10月10日 - 町制施行。大名田町となる。
- 1936年（昭和11年）11月1日 - 高山町と合併し市制施行。高山市となる。

## 交通機関
- 高山本線
  - 高山駅

## 教育
- 大名田第一尋常高等小学校（現高山市立山王小学校）
- 大名田第一尋常高等小学校江名子分教場（現高山市立江名子小学校）
- 大名田第二尋常高等小学校（1944年廃校。校舎及び敷地は岐阜県立高山航空工業学校に転用された後、1947年まで高山工業学校、1964年まで高山市立第三中学校として使用された。2024年現在、跡地は高山市の総合福祉センターなどになっている。）
- 高山高等女学校（後の岐阜県立高山高等学校。現・岐阜県立飛騨高山高等学校岡本校舎）
- 斐太実業学校（後の岐阜県立斐太農林高等学校。現・岐阜県立飛騨高山高等学校山田校舎）

## 神社・仏閣
- 飛騨東照宮
- 飛騨国分寺
- 清傳寺（飛騨三十三観音霊場）
- 日枝神社
- 飛騨総社
- 荏名神社
- 荒神社
- 辻ヶ森三社